# 齐克弗里特·绍乌蒂西克
齐克弗里特·绍乌蒂西克（波蘭語：Zygfryd Szołtysik，1942年10月24日—），波兰男子足球运动员，司职中场。他曾代表波兰国奥队参加1972年夏季奥林匹克运动会足球比赛，获得一枚金牌。